# Richard Kindersley
Richard Kindersley (ur. 27 września 1858 w St Thomas, zm. 26 września 1932 w Beaminster) – angielski rugbysta, reprezentant kraju.
W latach 1882–1885 rozegrał trzy spotkania dla angielskiej reprezentacji w rozgrywkach Home Nations Championship, zdobywając dwa przyłożenia, które wówczas nie miały jednak wartości punktowej.